# Новоніколаєвка (Тюльганський район)
Новонікола́євка (рос. Новониколаевка) — село у складі Тюльганського району Оренбурзької області, Росія.

## Населення
Населення — 104 особи (2010; 102 у 2002).
Національний склад (станом на 2002 рік):
- росіяни — 62 %
- українці — 28 %